# Communauté de communes des Mélusines
La communauté de communes des Mélusines est une ancienne communauté de communes française, située dans le département du Cher et l'arrondissement de Saint-Amand-Montrond.

## Composition
Elle regroupait les 6 communes suivantes :
- Ardenais
- Le Châtelet
- Maisonnais
- Morlac
- Rezay
- Saint-Pierre-les-Bois

## Compétences
- Assainissement non collectif
- Collecte des déchets des ménages et déchets assimilés
- Traitement des déchets des ménages et déchets assimilés
- Activités sociales
- Création, aménagement, entretien et gestion de zone d'activités industrielle, commerciale, tertiaire, artisanale ou touristique
- Construction ou aménagement, entretien, gestion d'équipements ou d'établissements culturels, socioculturels, socio-éducatifs
- Activités culturelles ou socioculturelles
- Plans locaux d'urbanisme
- Création et réalisation de zone d'aménagement concertée (ZAC)
- Constitution de réserves foncières
- Tourisme
- Politique du logement social

## Historique
La communauté de communes a été dissoute le 31 décembre 2012 pour fusionner avec deux autres EPCI et former la communauté de communes Terres du Grand Meaulnes.

## Sources
- La base Aspic (Accès des services publics aux informations sur les collectivités) pour le département du Cher
- [PDF] Communauté de communes des Mélusines sur la base Banatic (Base nationale d'informations sur l'intercommunalité)